# مارک پل گاسلر
مارک پل گاسلر (به انگلیسی: Mark-Paul Gosselaar) (زاده ۱ مارس ۱۹۷۴) بازیگر و مدل آمریکایی است.
از فیلم‌های معروف او می‌توان به پایان خوش، سرقت، محموله گرانبها و مرد مرده در محوطه دانشگاه اشاره کرد.